# 臺北市開南高級中等學校
臺北市開南高級中等學校，全稱為開南學校財團法人臺北市開南高級中等學校，簡稱開南中學，原名私立開南高級商工職業學校（簡稱開南商工）。是位於中華民國台北市中正區的私立綜合型高級中等學校暨附設專業群科，全台第一所私立職業學校。

## 校訓
至誠
至誠者無私
至誠者不欺
至誠者有愛

## 校史

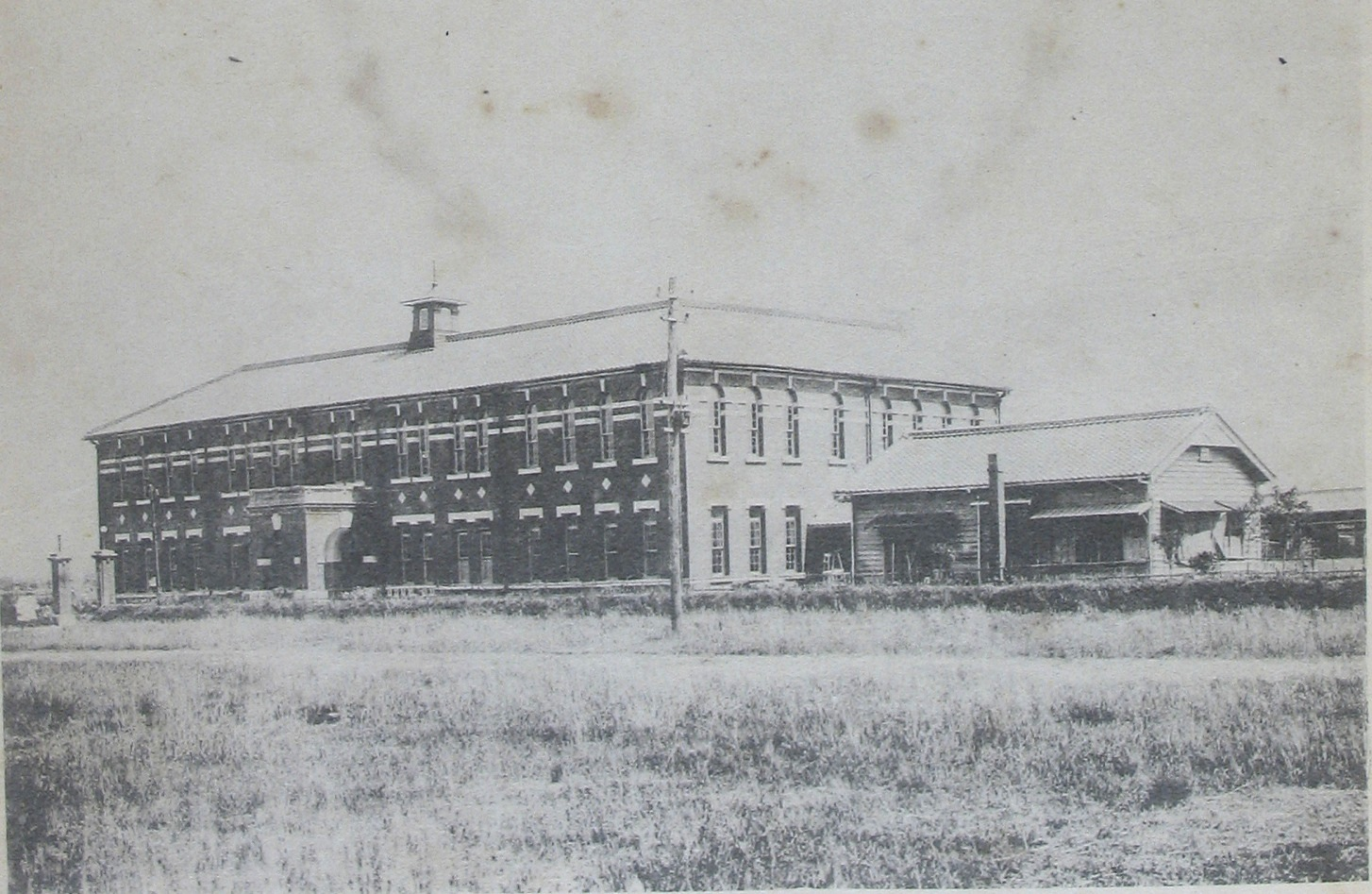
創校時的照片

臺灣商工學校的制服鈕扣

1917年（日本大正六年），開南商工創校，學校被命名為「東洋協會臺灣支部附屬私立臺灣商工學校」，簡稱「臺灣商工」，首任校長是高田元治郎。同年11月9日，更名為「財團法人私立臺灣商工學校」，係由日本「東洋協會 臺灣支部」申請設立的一所官民合辦之「實業學校」。
1930年代末期，為了配合日本時代的南進政策，增設「開南商業學校」與「開南工業學校」（「開南」兩字源自培養「開」發「南」洋的工商人才之意義）。
國民政府遷台接收後，校長周延壽整合台灣商工、開南商業、開南工業成為「私立開南商工職業學校」。校址位於臺北市中心，為全臺第一所私立職業學校。
2020年4月13日，更名為「開南學校財團法人臺北市開南高級中等學校」暨附設專業群科。

## 歷任董事長與校長

### 歷任董事長
| 姓名   | 任期                        | 屆期(數)           | 職位                 |
| ------ | --------------------------- | ------------------ | -------------------- |
| 王民寧 | 36年8月1日 － 75年10月17日  | 第一屆－第十一屆   |                      |
| 廖欽福 | 75年10月18日－ 78年10月15日 | 第十二屆           |                      |
| 林清波 | 78年10月16日 － 90年4月19日 | 第十三屆－第十六屆 |                      |
| 郭石吉 | 90年4月19日 － 93年6月30日  | 第十六屆－第十七屆 |                      |
| 黃政哲 | 93年7月1日 － 103年2月25日  | 第十七屆－第十九屆 |                      |
| 顏文隆 | 103年2月25日－              | 第二十屆~ 迄今     | 兼現任中信金控董事長 |

### 歷任校長
| 姓名       | 任期                 | 經歷                                       |
| ---------- | -------------------- | ------------------------------------------ |
| 高田元治郎 | 1917年 －1927年      | 首任                                       |
| 佐多萬之進 | 1927年－1945年       |                                            |
| 周延壽     | 1945年－1948年8月    |                                            |
| 陳有諒     | 1948年8月－1954年7月 | 代理                                       |
| 陳有諒     | 1955年3月－1978年7月 |                                            |
| 葉金成     | 1978年8月－1981年7月 |                                            |
| 廖重志     | 1981年7月－1984年2月 |                                            |
| 蔡華山     | 1984年－1988年       |                                            |
| 陳萬君     | 1988年－1998年9月    | 該校教務主任升任                           |
| 許書璟     | 1998年9月－2008年9月 | 基隆二信中學校長                           |
| 林本博     | 2008年9月－2016年8月 | 該校教務主任升任                           |
| 邢文斐     | 2016年8月－2021年8月 | 協和祐德高中主任                           |
| 胡毓富     | 2021年8月－2025年8月 | 治平高中教務主任、治平高中國中部主任升任。 |
| 劉美慧     | 2025年8月－迄今      | 南港高工校長                               |

## 學校環境
學校佔地有二公頃多，是一塊完整的正方形園地。學校因處中央首府區域中，行政院、監察院、立法院、司法院、總統府，皆近在咫尺，也鄰近成功高中、臺北商業大學、台大醫院。

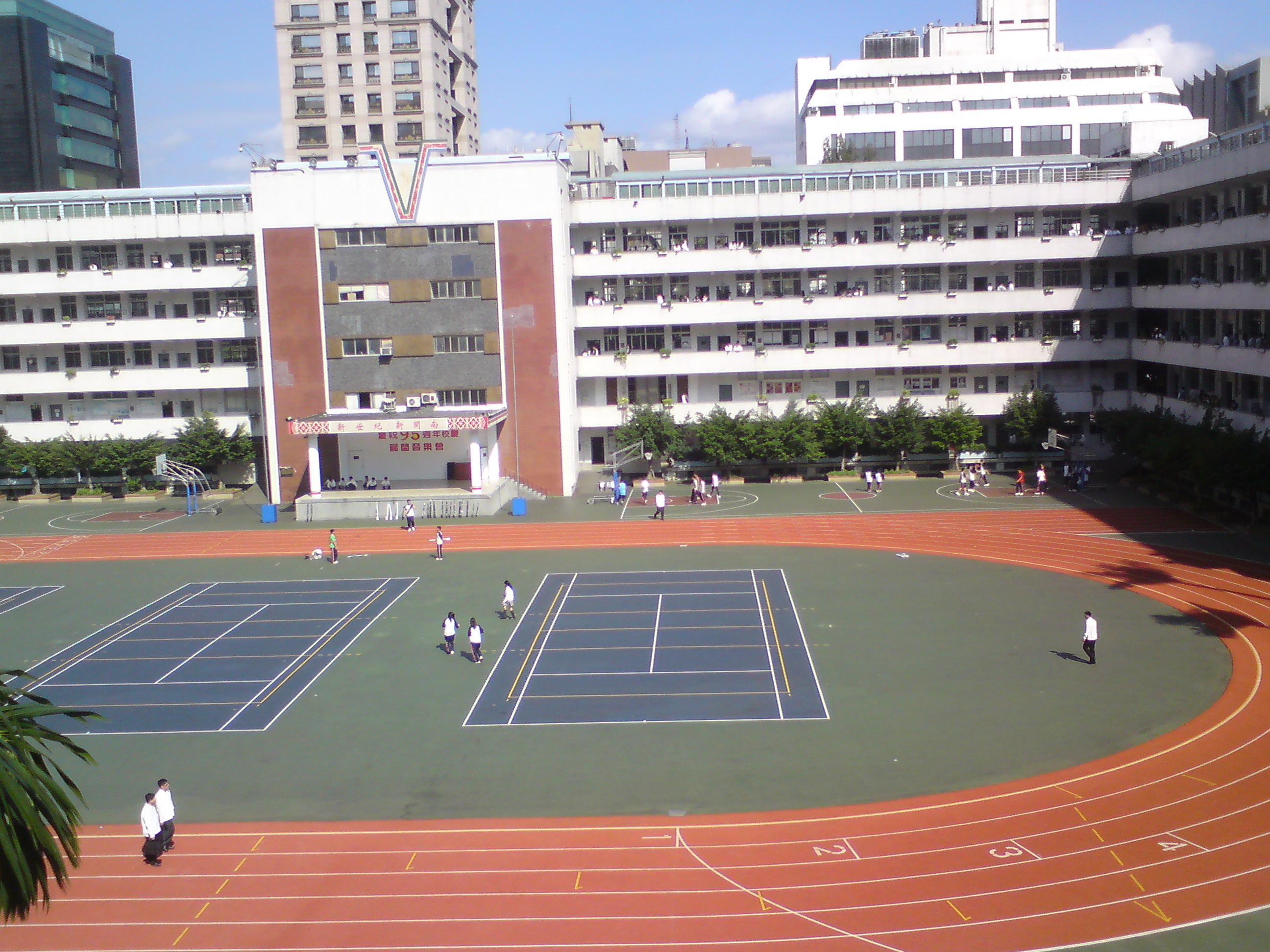
開南高中校園

## 教學單位
- 日間部                                  
  - 綜合高中
  - 餐飲管理科[6]
  - 廣告設計科
  - 照顧服務科
  - 電機科
  - 機電科
  - 資訊科
  - 汽車科

- 夜間部
  - 中正社區大學

## 外部連結
- 開南高中 （页面存档备份，存于）